# Годфрі Браун
Артур Годфрі Кілнер Браун (англ. Arthur Godfrey Kilner Brown; нар. 21 лютого 1915 — пом. 4 лютого 1995) — британський легкоатлет, який спеціалізувався в бігу на короткі та середні дистанції.

## Із життєпису
Олімпійський чемпіон в естафеті 4×400 метрів (1936).
Срібний олімпійський медаліст у бігу на 400 метрів (1936).
Чемпіон (біг на 400 метрів), срібний (естафета 4×400 метрів) та бронзовий (естафета 4×100 метрів) призер чемпіонату Європи (1938).
Ексрекордсмен Європи в бігу на 400 метрів та в естафеті 4×400 метрів.
Чемпіон Англії з бігу на 440 ярдів (1936, 1938) та 880 ярдів (1939).
По завершенні спортивної кар'єри працював на адміністративних посадах у освітніх закладах.
Сестра Одрі — срібна олімпійська призерка в естафеті 4×100 метрів (1936). Брат Ральф — чемпіон Англії (1934) та бронзовий призер Ігор Британської імперії (1934) у бігу на 440 ярдів з бар'єрами.

## Основні міжнародні виступи
| Рік  | Змагання         | Місто   | Місце | Дисципліна |
| ---- | ---------------- | ------- | ----- | ---------- |
| 1936 | Олімпійські ігри | Берлін  | 2     | 400 м      |
| 1936 | 1                | 4×400 м |       |            |
| 1938 | Чемпіонат Європи | Париж   | 1     | 400 м      |
| 1938 | 3                | 4×100 м |       |            |
| 1938 | 2                | 4×400 м |       |            |